# Nicholas Cooke

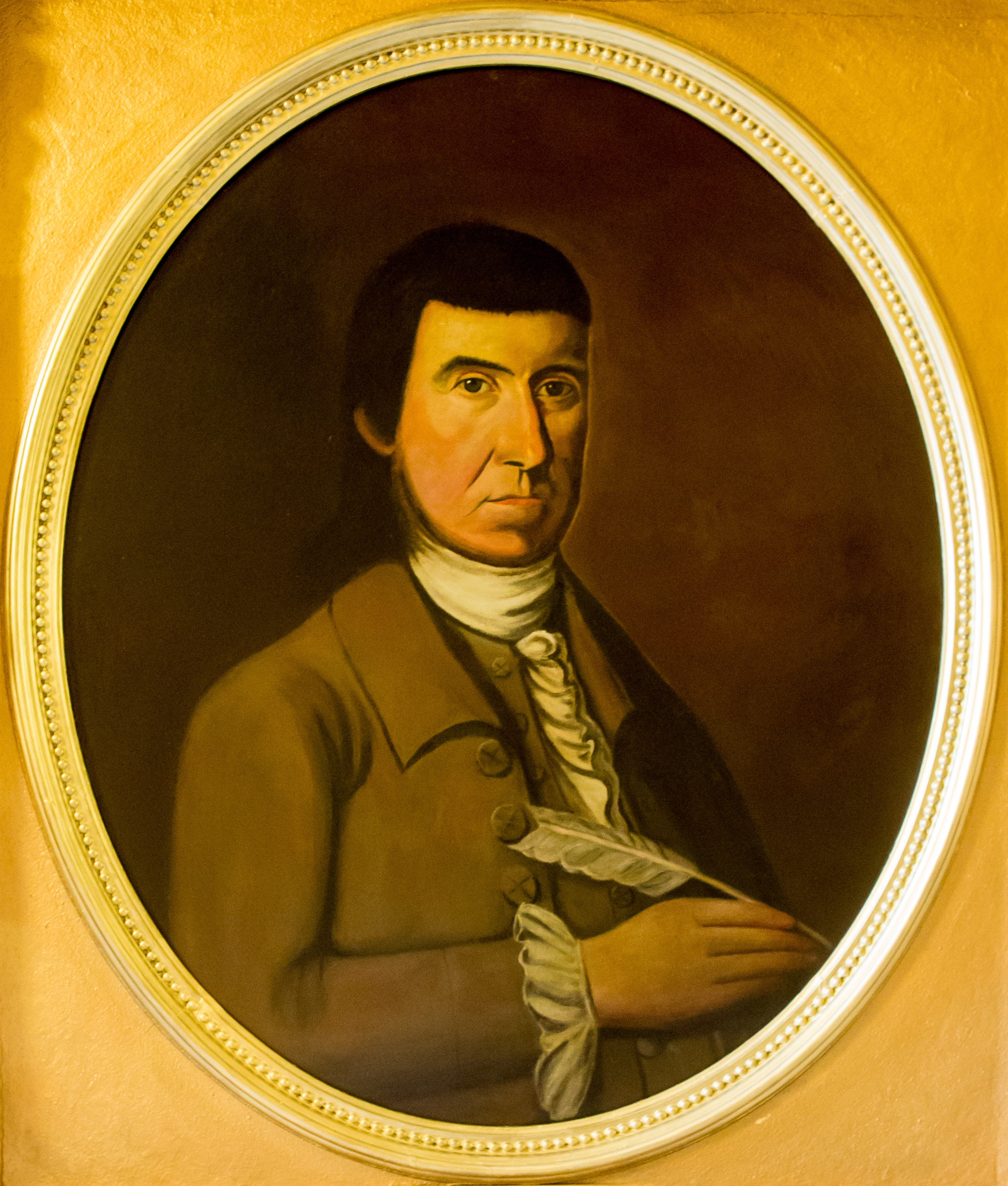
Nicholas Cooke

Nicholas Cooke (1717 - 22 de fevereiro de 1782) foi o primeiro Governador de Rhode Island, desde que se tornou um estado no Estados Unidos,  ele foi governador de novembro de 1775 a maio de 1778.